# Station Avrechy
Station Avrechy is een spoorwegstation in de Franse gemeente Avrechy.